# Patrimonio
Patrimonio (korsisch Patrimoniu) ist eine Gemeinde auf der französischen Insel Korsika. Sie gehört zum Département Haute-Corse, zum Arrondissement Calvi und zum Kanton Cap Corse. Die Bewohner nennen sich Patrimoniens oder Patrimuninchi.

## Geografie
Patrimonio grenzt im Westen ans Mittelmeer. Nachbargemeinden sind Farinole im Norden, San-Martino-di-Lota im Nordosten, Ville-di-Pietrabugno im Osten, Bastia im Südosten, Barbaggio im Süden und Saint-Florent im Südwesten. Die höchste Erhebung ist die Cima di Gratera (1024 m) im Nordosten, an deren Südabhang auch der Fium'Albino entspringt, der den Großteil des Gemeindegebiets entwässert. Die zweithöchste Erhebung ist die Serra di Pigno (960 m) im Südosten mit einer militärischen Sendeanlage.

## Bevölkerungsentwicklung
| Jahr      | 1962 | 1968 | 1975 | 1982 | 1990 | 1999 | 2008 | 2017 |
| --------- | ---- | ---- | ---- | ---- | ---- | ---- | ---- | ---- |
| Einwohner | 345  | 393  | 397  | 447  | 546  | 645  | 666  | 807  |

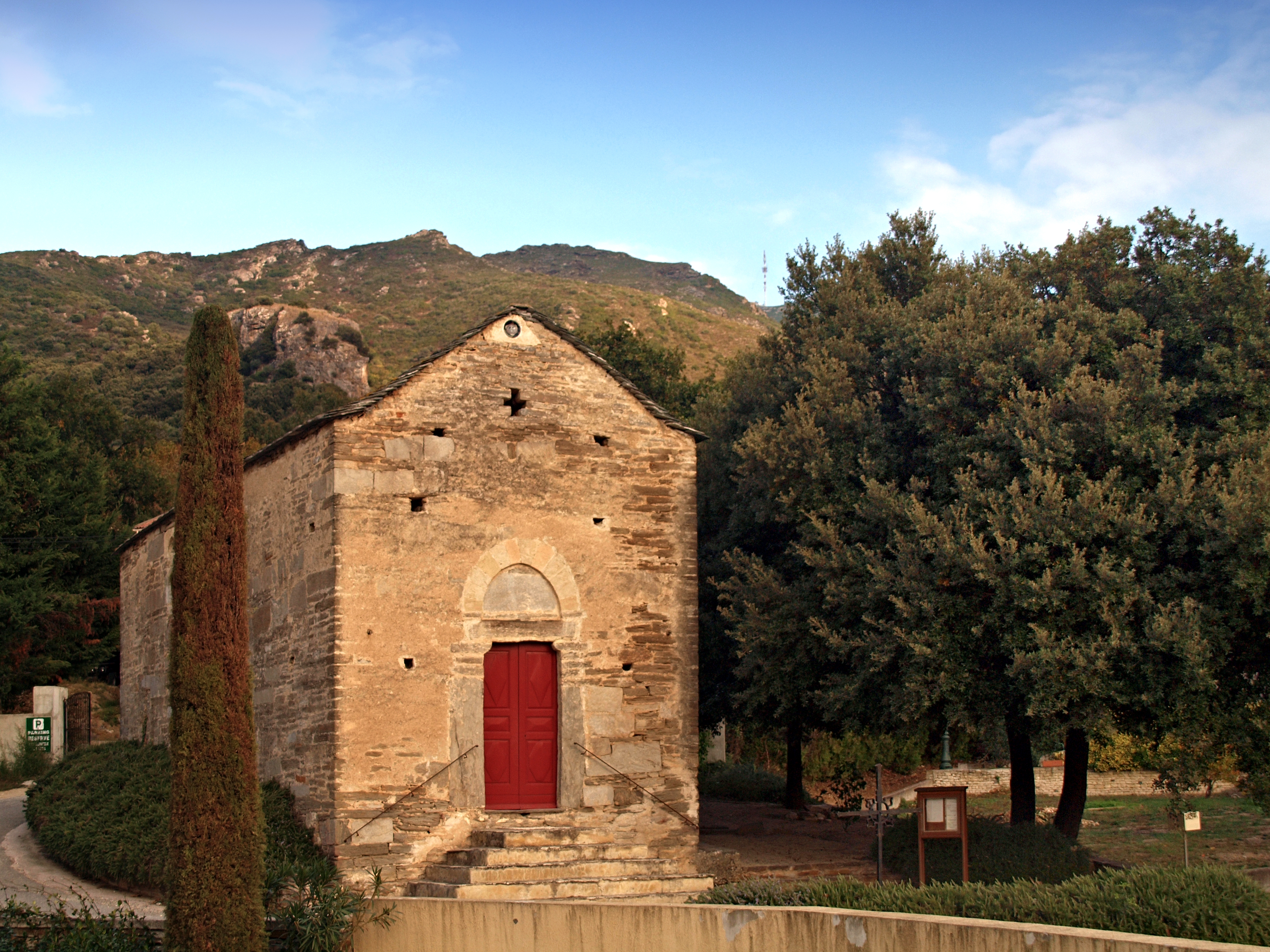
Kapelle Santa-Maria Assunta
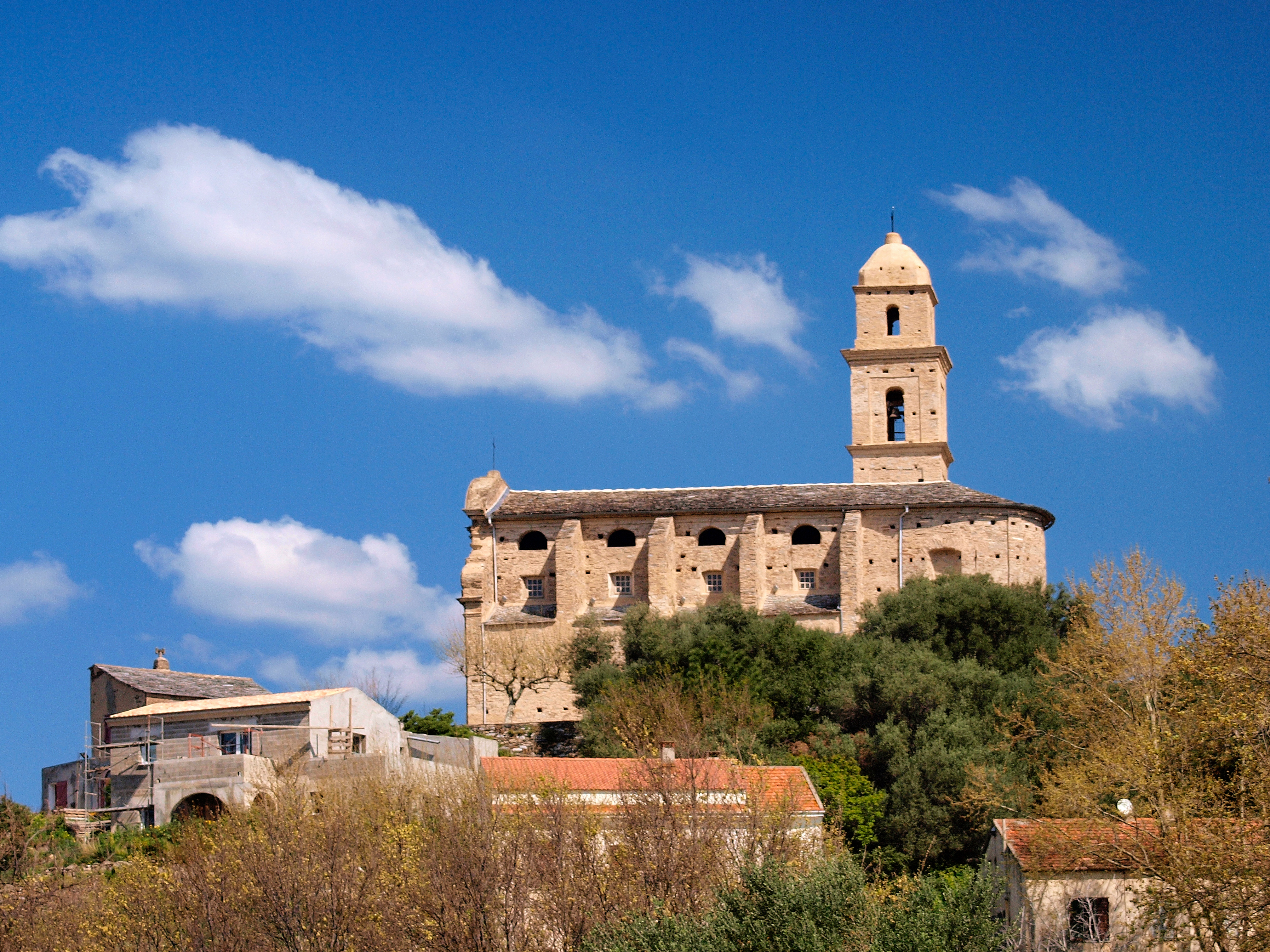
Kirche St. Martin
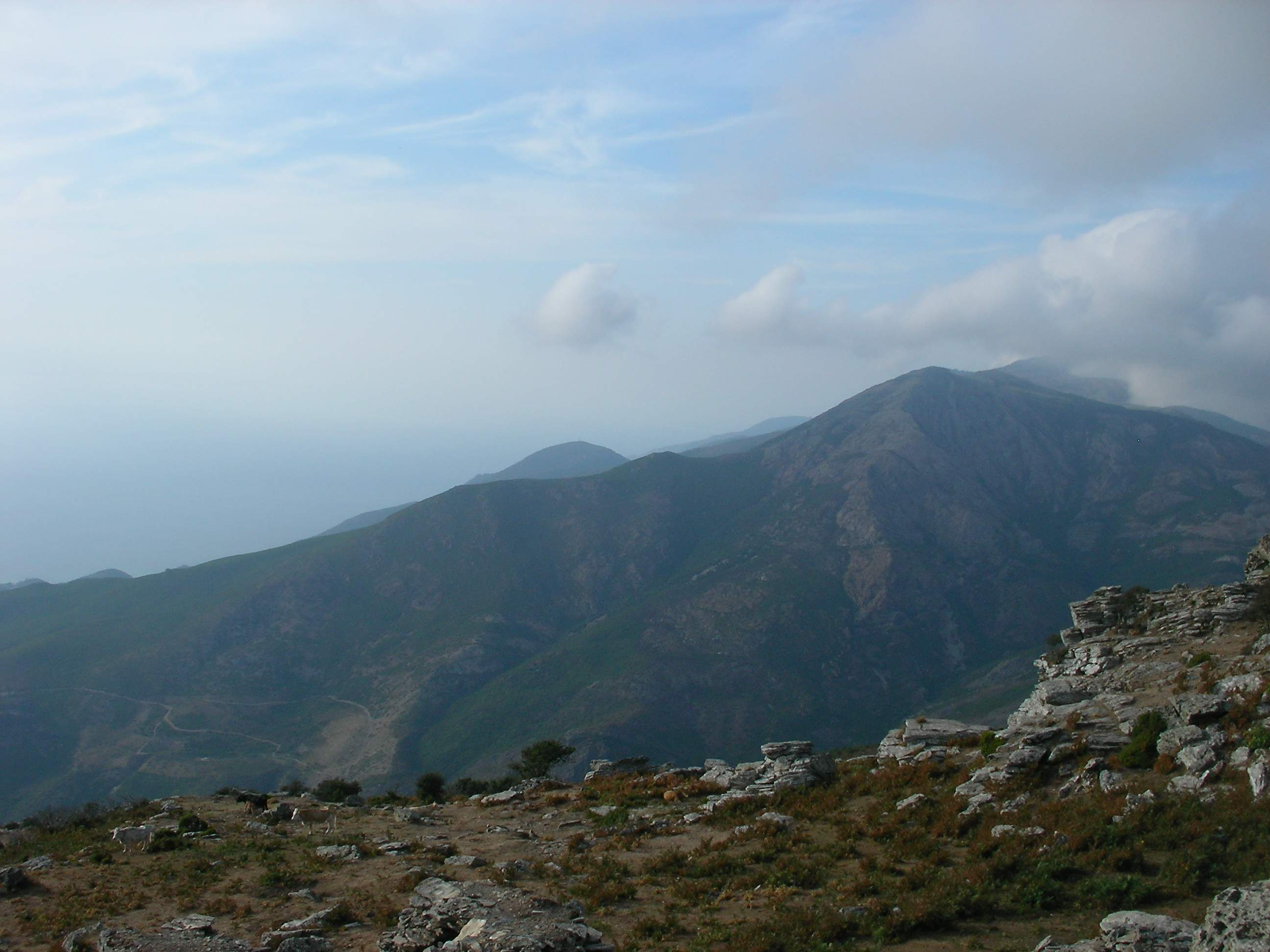
Blick von der Serra di Pigno über das Tal des Fium'Albino zur Cima di Gratera

## Wirtschaft
Nach Patrimonio ist ein Weinbaugebiet benannt, zu dem auch Reben in den Gemeinden Barbaggio, Farinole, Oletta, Poggio-d’Oletta, Saint-Florent und Santo-Pietro-di-Tenda zählen.

## Partnergemeinde
Seit 2016 gibt es Bestrebungen, mit der deutschen Ortsgemeinde Bechtolsheim eine Partnerschaft zu gründen. Am 11. November 2018, dem 100. Jahrestag des Ende des Ersten Weltkrieges, wurde in Patrimonio bei einem Festakt die Partnerschaft vollzogen.